# Rozalin (powiat wyszkowski)
Rozalin – osada leśna w Polsce położona w województwie mazowieckim, w powiecie wyszkowskim, w gminie Wyszków.
W latach 1975–1998 leśniczówka administracyjnie należała do województwa ostrołęckiego.